# Сисекенов, Салимбай
Салимбай Сисекенов — советский хозяйственный, государственный и политический деятель, Герой Социалистического Труда.

## Биография
Родился в 1934 году в посёлке Азау. Член КПСС.
С 1945 года — на хозяйственной, общественной и политической работе. В 1945—2000 гг. — сакманщик, стригаль, разнорабочий в совхозе «Аксарайский» Красноярского района Астраханской области, военнослужащий Советской Армии, чабан, старший чабан, управляющий фермой № 3 совхоза «Аксарайский» Красноярского района Астраханской области.
Указом Президиума Верховного Совета СССР от 8 апреля 1971 года за выдающиеся успехи, достигнутые в развитии сельскохозяйственного производства и выполнении пятилетнего плана продажи государству продуктов земледелия и животноводства присвоено звание Героя Социалистического Труда с вручением ордена Ленина и золотой медали «Серп и Молот».
Делегат XXIV съезда КПСС.
Живёт в селе Красный Яр.